# Thomas Mancuso
Thomas Mancuso (* 19. Februar 1912 in New York; † 4. Juli 2004 in Oakland, Kalifornien) war ein US-amerikanischer Mediziner.
Nach einem Medizinstudium promovierte er 1937 an der Creighton University in Omaha, Nebraska.
Bis 1962 leitete er die Abteilung Industriehygiene des Gesundheitsamtes von Ohio. Danach blieb er bis zu seinem 70. Lebensjahr Professor an der University of Pittsburgh. Er schuf wichtige Grundlagen der modernen Arbeitsmedizin. Der Methodiker leitete Langzeitstudien über die gesundheitsschädliche Wirkung von Werkstoffen wie Asbest, Chrom und Beryllium.
1965 wurde er von der staatlichen Atomenergie-Kommission AEC beauftragt, die Folgen schwach ionisierender Strahlung auf etwa 500.000 Arbeiter zu untersuchen, die in US-Atombombenfabriken tätig waren. Seine Studien waren noch nicht beendet, als 1974 der Bericht eines Kollegen über Krebsfälle bei Arbeitern der Plutoniumfabrik Hanford veröffentlicht wurde.
Manusco sollte daraufhin eine verharmlosende Erklärung unterschreiben. Er weigerte sich, die Unterschrift zu leisten. „Es gibt hier ein Grundprinzip, das alle Wissenschaftler betrifft“, sagte er. Kurz darauf strich ihm das Energieministerium die Mittel und beschlagnahmte alle Daten seiner Untersuchungen. Er forschte mit Kollegen trotzdem weiter. Erst Jahre später wurden die Untersuchungsergebnisse anerkannt.
Im Jahre 2000 verabschiedete der US-Kongress ein Entschädigungsprogramm für ehemalige Arbeiter in Atomfabriken, das bis 2004 nahezu eine Milliarde US-Dollar ausgezahlt hat. Auch seine Untersuchungen über die Krebs erzeugende Wirkung durch Beryllium wurden viele Jahre angegriffen. Bis heute, so David Michaels von der George Washington University School of Public Health, seien seine Studien „Stachel im Fleisch der Verschmutzer“.
Noch als Pensionär beriet Mancuso die internationale Maschinistenvereinigung. Seine letzte Untersuchung über die Wirkungen von Chrom erschien 1997. 
2002 erhielt er von der American Public Health Association (APHA) Sektion Occupational Safety and Health (OHS) den Alice Hamilton Award.

## Weblink
- Jordan Barab: Dr. Thomas Mancuso 1912 - 2004. 5. Juli 2004, abgerufen am 3. Januar 2009.